# Daria Nicolodi
Daria Nicolodi (Firenze, 19 giugno 1950 – Roma, 26 novembre 2020) è stata un'attrice e sceneggiatrice italiana, in particolare di film del genere thriller e dell'orrore girati negli anni del sodalizio sentimentale e artistico con il regista Dario Argento.

## Biografia

### Origini
Fiorentina di Bellosguardo, nacque da Fulvio, un avvocato che aveva partecipato alla Resistenza, a sua volta figlio di Aurelio Nicolodi, il fondatore dell'Unione Italiana Ciechi. La madre, Fulvia Casella, era la figlia del compositore Alfredo Casella. Si trasferì a Roma alla fine degli anni sessanta. 

### Carriera

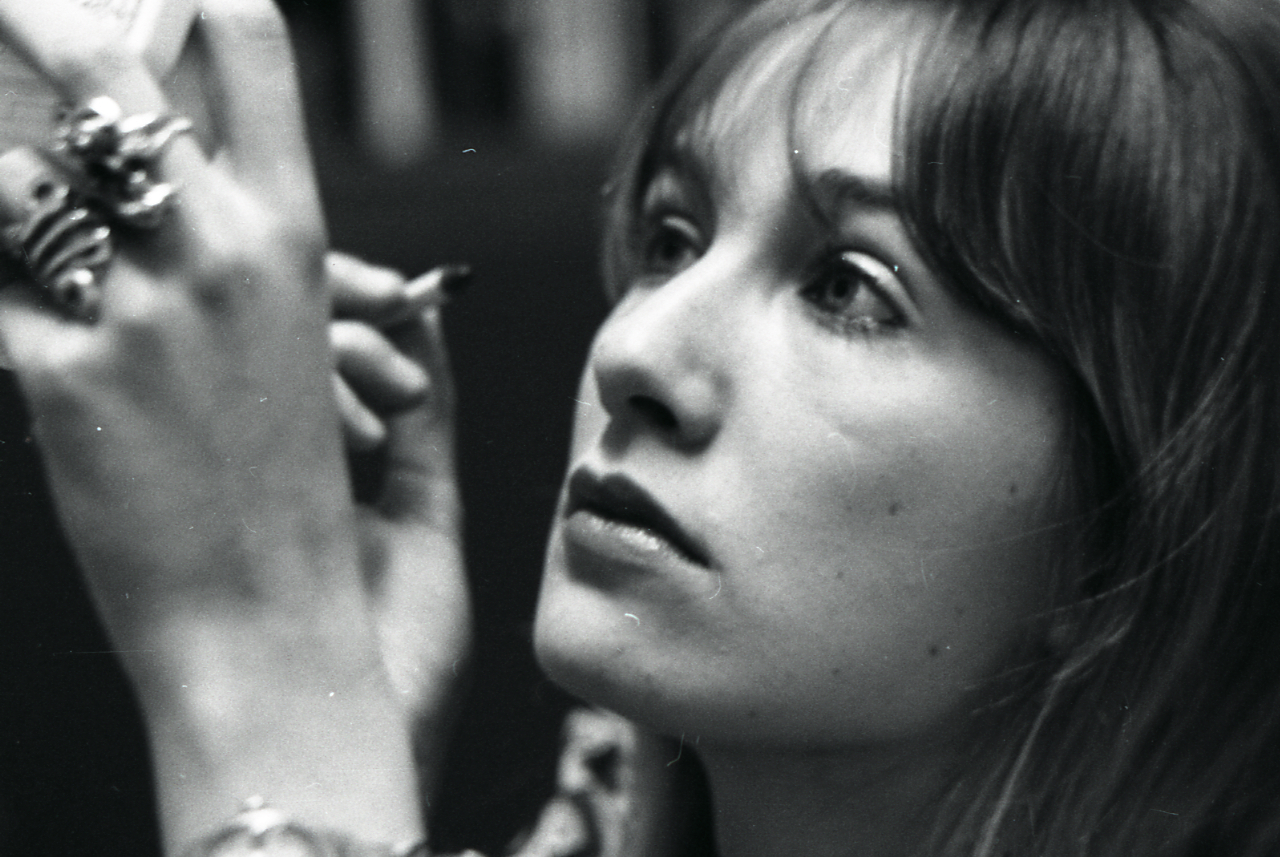
Daria Nicolodi fotografata da Paolo Monti nel 1970

Nel 1970 partecipò al varietà televisivo Babau, in quattro puntate, scritto da Paolo Poli e Ida Omboni e diretto da Vito Molinari, programma che, a causa dei contenuti all'epoca ritenuti oltraggiosi, fu momentaneamente "archiviato" dalla RAI e trasmesso in onda solo sei anni dopo. Nei primi anni settanta ebbe alcune significative esperienze cinematografiche e teatrali sotto la guida di Elio Petri, come La proprietà non è più un furto (1973) e di Carmelo Bene, come Salomè (1972). A quel periodo risale anche un vinile in formato 45 giri. Sempre negli stessi anni, partecipò ad alcune produzioni televisive, quali i film a puntate I Nicotera, Senza lasciare traccia con Rossano Brazzi, Ritratto di donna velata, con Nino Castelnuovo (1975), lo sceneggiato Saturnino Farandola, con Mariano Rigillo (1978), Rosaura alle 10 (1981) e il film La Venere d'Ille, ultima opera di Mario Bava (1978).
Aspetto decisivo della vita e della carriera di Daria Nicolodi è rappresentato dalla relazione sentimentale e professionale con il regista Dario Argento, che l'attrice conobbe nel 1974 durante il casting per il film Profondo rosso.
La Nicolodi partecipò, come attrice o sceneggiatrice, a tutti i film diretti dal regista romano dal 1975 al 1987: Profondo rosso (1975), Suspiria (1977), Inferno (1980), Tenebre (1982), Phenomena (1985), Opera (1987). Particolarmente efficace la sua interpretazione della giornalista Gianna Brezzi nel capolavoro di Argento Profondo rosso, in cui la Nicolodi tratteggia con originalità un personaggio femminile del tutto atipico per il cinema italiano dell'epoca.
Nel 1978 fu attrice teatrale assieme a Gigi Proietti per La commedia di Gaetanaccio. Lo spettacolo debuttò al Teatro Brancaccio dove rimase in cartellone alcuni mesi. Con l'occasione, per la colonna sonora dello spettacolo, incise il brano Tango della morte in duetto con lo stesso Proietti, del quale uscirà il 45 giri edito per la RCA (lato B de Me viè da piagne, interpretato dal solo Proietti) e inserito al tempo stesso nell'LP dello spettacolo omonimo. 
Co-sceneggiatrice di Suspiria e, a quanto lei stessa dichiarò, di Inferno, la Nicolodi recitò ancora in Opera, Tenebre e, soprattutto, Phenomena, in un ruolo che non amò tuttavia particolarmente, criticando il carattere, per certi versi "reazionario", della parte assegnatale da Argento.

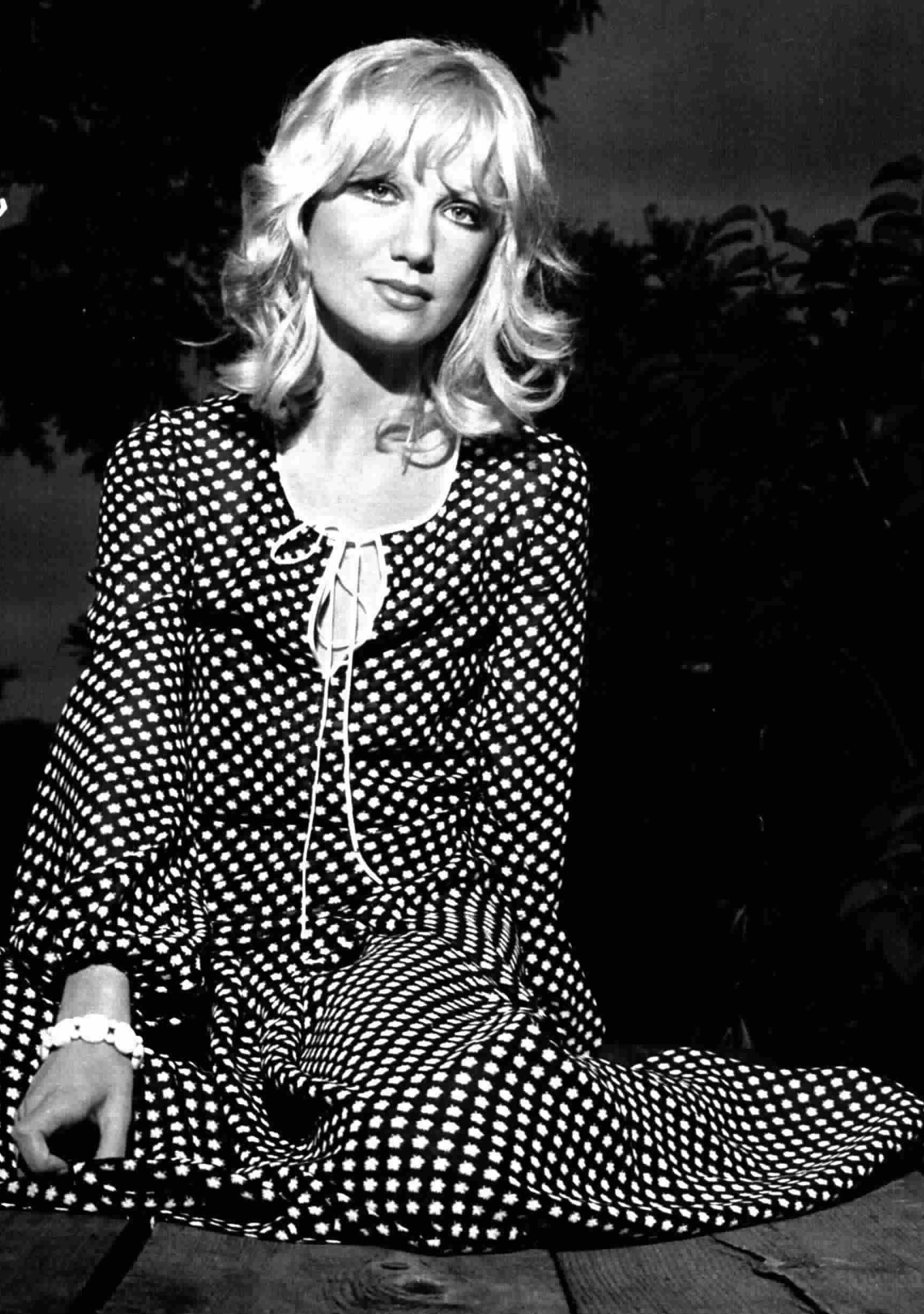
Daria Nicolodi nel 1972

Anche dopo la fine del legame con Argento partecipò a film thriller/horror (Le foto di Gioia, Paganini Horror, Il gioko), sfruttando la sua aura di dark lady del cinema di genere, nonché ad alcuni film d'autore (Maccheroni, La fine è nota, La parola amore esiste), e, soprattutto negli ultimi anni, a film interpretati e diretti dalla figlia Asia (autoironico il cameo in Viola bacia tutti). 
Nel 1994 venne colpita da un grave lutto, la perdita della primogenita Anna in seguito a un incidente stradale. Le sue apparizioni cinematografiche diventeranno sempre più sporadiche, mentre non abbandonerà il teatro con letture e mise en espace.
Nel 2007 tornò al cinema, lavorando con il suo ex compagno Argento e la figlia Asia al film del regista romano, La terza madre, sequel di Suspiria e Inferno. Nel 2009 partecipò ad un episodio della serie televisiva Il mostro di Firenze prodotto da Sky Italia e trasmesso su Fox Crime, in cui interpretò il ruolo di una medium. Apparve nella puntata del 29 giugno 2010 di Stracult, dedicata interamente a Profondo rosso. In questo breve documentario, espresse le sue opinioni e raccontò la sua esperienza riguardo al film.

### Morte
Colpita da una grave ischemia il 12 agosto 2020 e operata d'urgenza, non si riprese più e morì a Roma il successivo 26 novembre, all'età di 70 anni.

## Vita privata
Nei primi anni settanta ebbe una relazione con lo scultore Mario Ceroli, da cui nacque il 9 giugno 1972 la sua figlia primogenita, Anna, deceduta in un incidente stradale il 29 settembre 1994.
Nel 1974 conobbe Dario Argento e dalla loro relazione nacque, nel 1975, la figlia secondogenita Asia, che la rese nonna di due nipoti.

## Procedimenti giudiziari
Il 19 giugno 1985, insieme all'allora compagno Dario Argento, venne arrestata per il possesso di 23 grammi di hashish;  lei venne incarcerata a Rebibbia, lui a Regina Coeli, accusati di detenzione di stupefacenti, dopo essere rimasti coinvolti nelle indagini che la Guardia di Finanza stava compiendo nel mondo dello spettacolo. I due furono poi assolti in quanto si trattava di consumo personale e non di spaccio.

## Filmografia

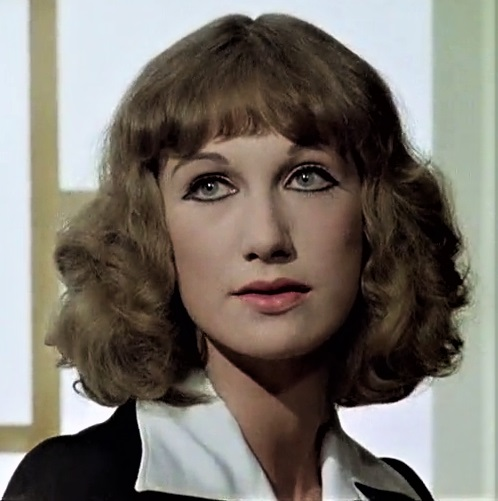
Daria Nicolodi in una sequenza di Profondo rosso di Dario Argento (1975)

### Cinema
- Uomini contro, regia di Francesco Rosi (1970)
- Salomè, regia di Carmelo Bene (1972)
- La proprietà non è più un furto, regia di Elio Petri (1973)
- Profondo rosso, regia di Dario Argento (1975)
- Suspiria, regia di Dario Argento (1977) – voce di "Helena Markos"
- Schock, regia di Mario Bava (1977)
- Inferno, regia di Dario Argento (1980)
- Il minestrone, regia di Sergio Citti (1981)
- Tenebre, regia di Dario Argento (1982)
- Phenomena, regia di Dario Argento (1985)
- Maccheroni, regia di Ettore Scola (1985)
- Le foto di Gioia, regia di Lamberto Bava (1987)
- Opera, regia di Dario Argento (1987)
- Sinbad of the Seven Seas, regia di Enzo G. Castellari (1989)
- Paganini Horror, regia di Luigi Cozzi (1989)
- La setta, regia di Michele Soavi (1991)
- La fine è nota, regia di Cristina Comencini (1993)
- Viola bacia tutti, regia di Giovanni Veronesi (1998)
- La parola amore esiste, regia di Mimmo Calopresti (1998)
- Scarlet Diva, regia di Asia Argento (2000)
- Rosa e Cornelia, regia di Giorgio Treves (2000)
- Soleado, cortometraggio, regia di Gregg Guinta (2004)
- La terza madre, regia di Dario Argento (2007)

### Televisione
- I Nicotera – miniserie TV, 5 episodi (1972)
- Ritratto di donna velata – serie TV, 5 episodi (1975)
- Saturnino Farandola – miniserie TV, 4 episodi (1977)
- I giochi del diavolo – miniserie TV, 1 episodio (1979)
- Tre ore dopo le nozze – film TV (1979)
- Rosaura alle 10 – film TV (1981)
- Verdi – miniserie TV, 9 episodi (1982)
- Sogni e bisogni – miniserie TV, 1 episodio (1985)
- Turno di notte – serie TV, 1 episodio (1987)
- Il gioko – film TV (1989)
- Una sirenetta innamorata – serie TV, 26 episodi, voce nella versione italiana (1991)
- L'ispettore Coliandro – serie TV, 1 episodio (2009)
- Il mostro di Firenze – miniserie TV, 1 episodio (2009)

## Riconoscimenti
- Nastro d'argento
  - 1974 – Candidatura alla migliore attrice esordiente per La proprietà non è più un furto

- Ciak d'oro
  - 1986 – Candidatura alla migliore attrice non protagonista per Maccheroni[13][14]

- Globo d'oro
  - 1974 – Candidatura alla migliore attrice rivelazione per La proprietà non è più un furto